# Ebony Browne

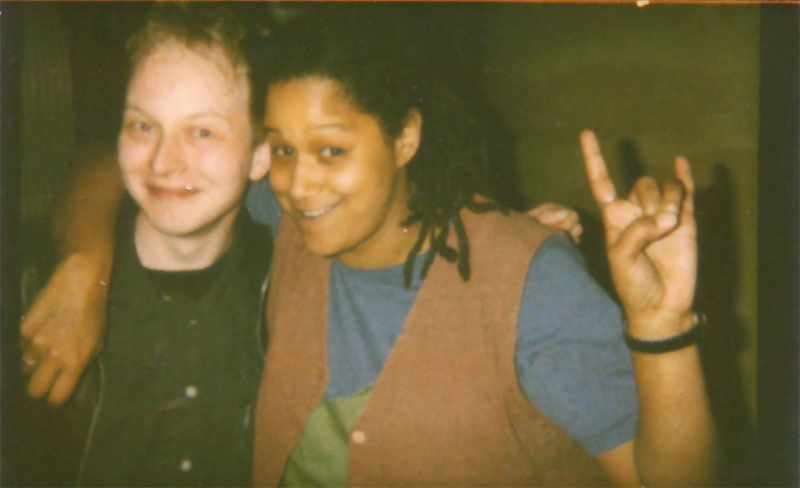
Ebony Browne (r.)

Ebony Browne (* 25. September 1974 in Watsonville, Kalifornien, USA; † 27. Januar 2007 in Portland, Oregon, USA; eigentlich Alice Ebony Browne-Cunningham, auch Cancer Diva) war eine US-amerikanische Singer-Songwriterin.

## Leben
Im Jahr 1993 bekam sie von einer Bekannten eine Gitarre geschenkt, „damit die andauernden Singerei eine Basis kriegt“, was Ebony ermunterte, Singer-Songwriterin zu werden. Drei Tage später hatte sie bereits ihre ersten 5 Lieder komponiert und schon 3 Monate danach ihren ersten Soloauftritt. Innerhalb eines Jahres veröffentlichte sie ihr erstes Album Swollen, mit dem sie zur Offiziellen Folksängerin der Nordkalifornischen Skate und Snowboard Szene ernannt wurde.
Von 1995 bis 2006 lebte Ebony in Berlin, wo sie von 1997 bis 1998 Mitglied des Mexx Schlüpfers R-Volk Ensemble mit Christoph Schlingensief war.
Im Jahr 1999 spielte sie ihre Musik in dem Film Salamander, der als einer der wenigen deutschen Beiträge mit großer Resonanz auf der Berlinale 2001 gezeigt wurde.
Von 1999 bis 2003 wird der Film Rosa oder Welche Farbe hat das Leben! produziert, der mit ihrer Musik beginnt und endet.
Sie ist in der ganzen Zeit ihres Berlin-Aufenthaltes eine der ersten musikalischen Gäste auf den Berliner Lesebühnen, vor allem der Reformbühne Heim & Welt, der Chaussee der Enthusiasten und der Surfpoeten, wo sie mit dem Song Abschleppdienstwagen bekannt wird.
Im Jahr 2003 war Ebony Browne mit dem Schriftsteller Jakob Hein für die Veröffentlichung seines Buches Formen des menschlichen Zusammenlebens auf Tournee.
Sie spielte Gitarre und sang selbst komponierte Lieder aus dem Singer-Songwriter Genre. Ebony Brown konnte sich an keine Zeit ihres Lebens erinnern, in der sie nicht gesungen hat.
Sie verstarb am 27. Januar 2007, wieder in die USA zurückgekehrt, an Brustkrebs.

„Ebony Browne ist ein prägnantes Unikat, welche es versteht, das menschliche Leiden im Leben durch ihre persönliche Umsetzung durch Musik zu interpretieren. Die Intensivität ihrer Songs fordert die Zuhörer auf dieses Leiden nachvollziehen zu können und auch dadurch manchen Schmerz zu lindern.“

## Auszeichnungen
- 1994: Ernennung zur Offiziellen Folksängerin der Nordkalifornischen Skate and Snowboard Szene (von Planet X (TV) in Chico, Kalifornien)
- November 2004: Gewinnerin des Santa Cruz Singer-Songwriter Contest (Kalifornien)

## Veröffentlichungen
- Barbara Gebler: Salamander. ZDF-Produktion, Deutschland 1999 (Musik)
- Julia Dittmann: Rosa oder Welche Farbe hat das Leben!. Deutschland 2004 (Musik)